# Sylvisorex granti
Sylvisorex granti е вид бозайник от семейство Земеровкови (Soricidae). Видът не е застрашен от изчезване.

## Разпространение и местообитание
Разпространен е в Демократична република Конго, Кения, Руанда, Танзания и Уганда.
Обитава гористи местности, планини, възвишения и плата в райони с тропически и субтропичен климат, при средна месечна температура около 19,5 градуса.